# Cleptometopus striatopunctatus
Cleptometopus striatopunctatus là một loài bọ cánh cứng trong họ Cerambycidae.